# Landkärtchen

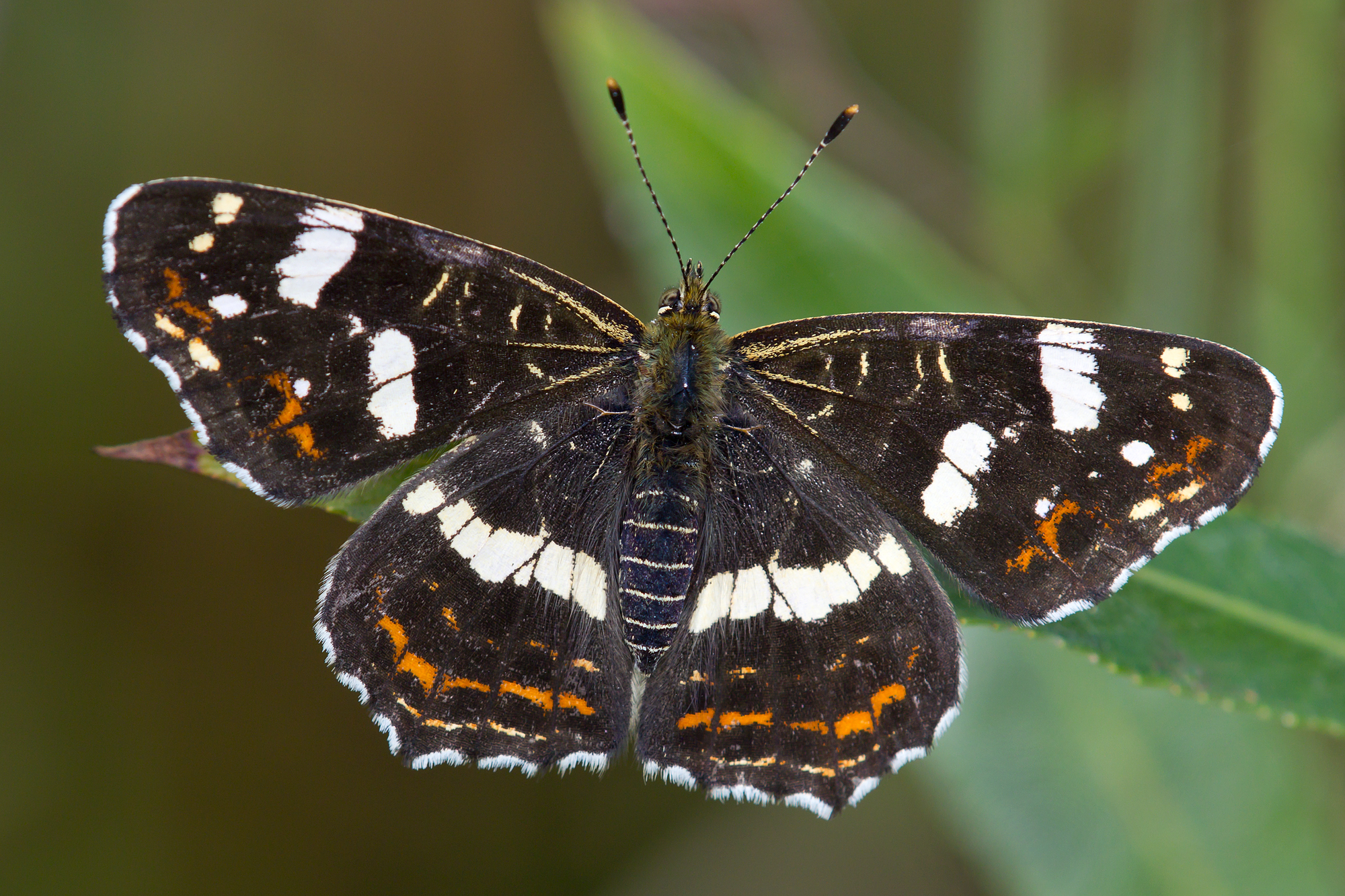
Landkärtchen der Sommergeneration (Araschnia levana f. prorsa)

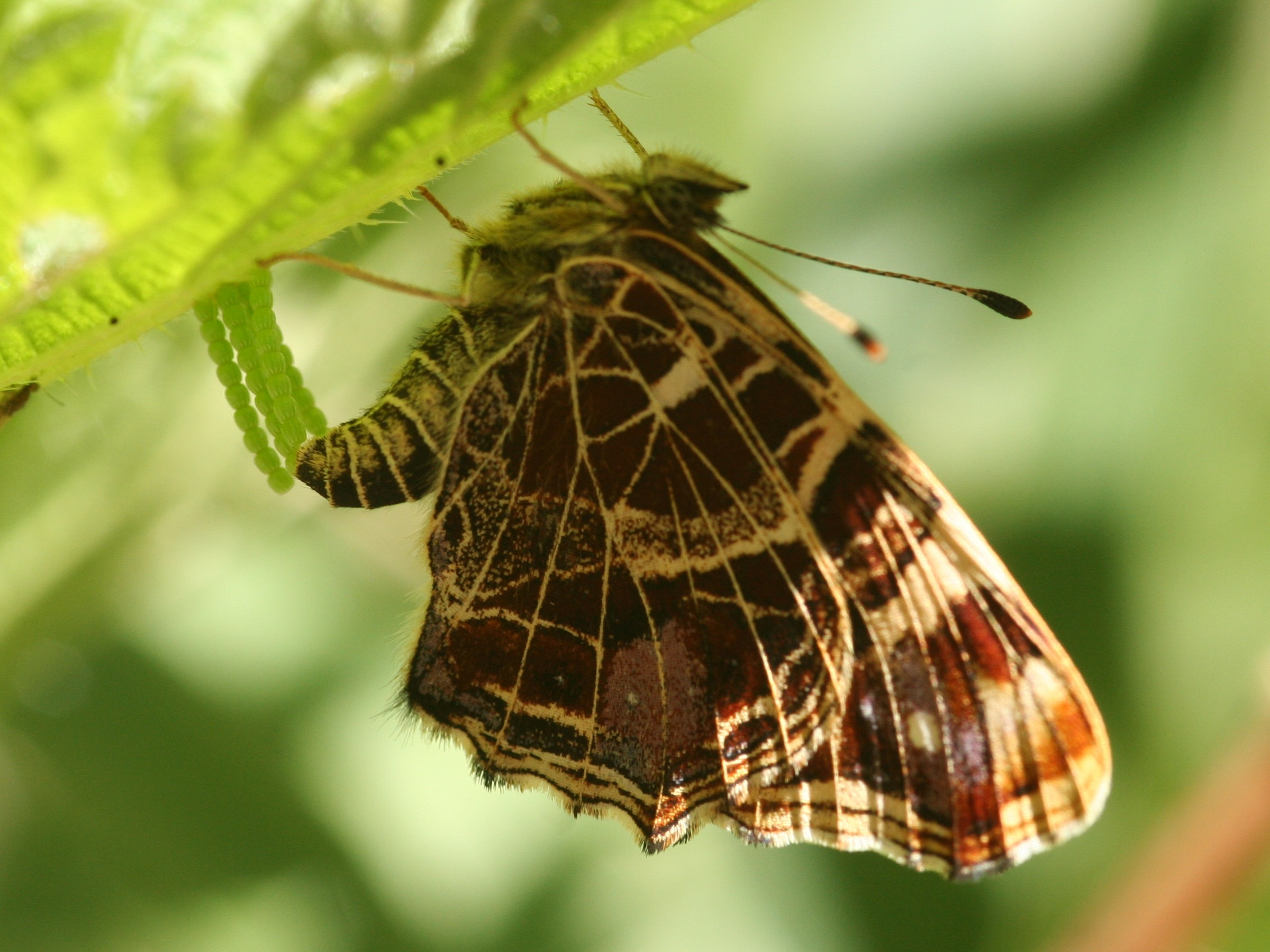
Weibchen der Frühjahrsgeneration bei der Eiablage

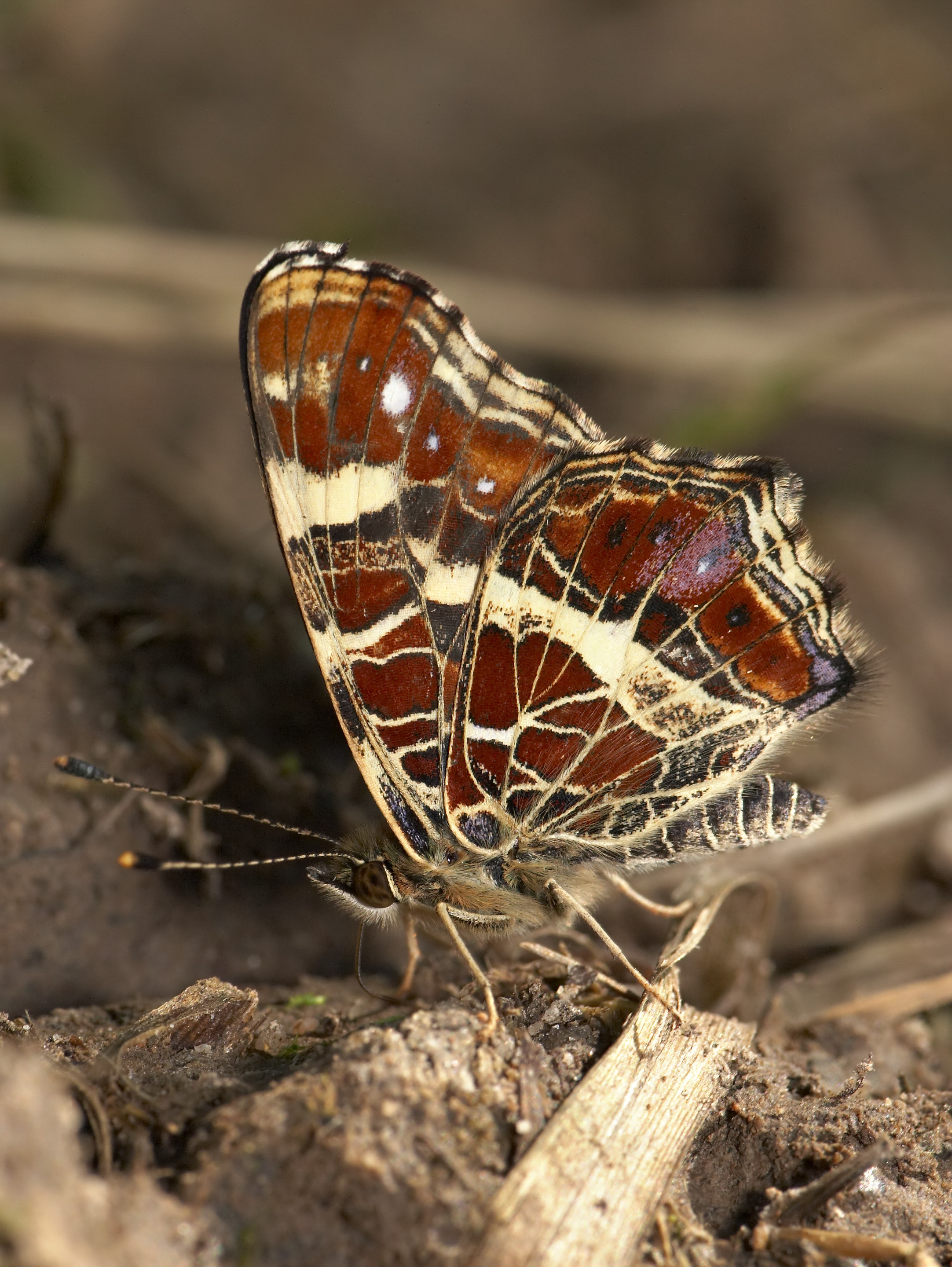
Flügelunterseite bei einem Falter der Sommergeneration

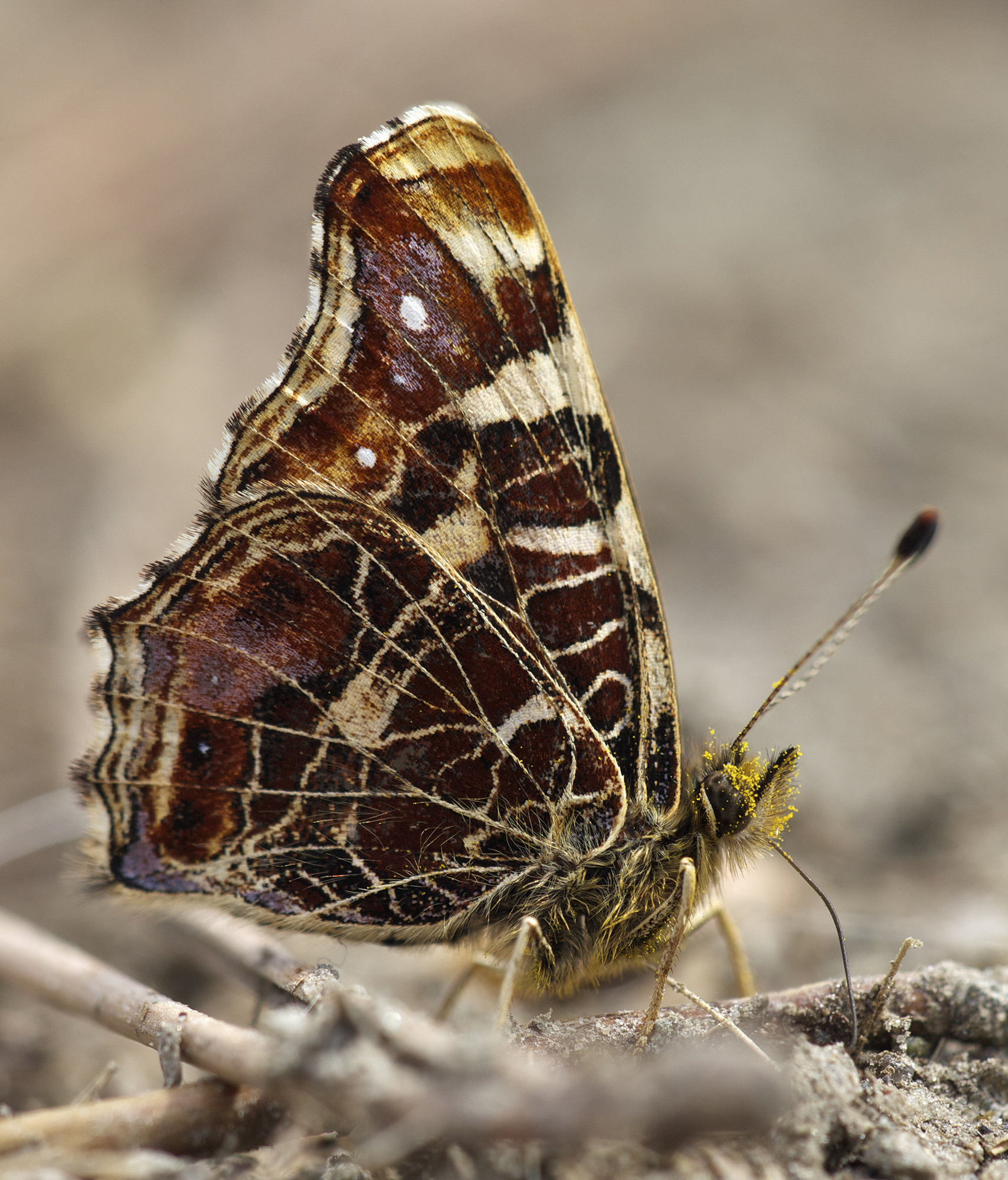
Flügelunterseite bei einem Falter der Frühjahrsgeneration

Das Landkärtchen (Araschnia levana) oder der Landkärtchenfalter, auch Netzfalter oder Gitterfalter genannt, ist ein Schmetterling (Tagfalter) aus der Familie der Edelfalter (Nymphalidae). Der Artenname leitet sich von Levana, einer Gottheit aus der römischen Mythologie ab.
Die Falter der zweiten in einem Jahr geschlüpften Generation unterscheiden sich stark von denen der ersten Generation. Man nahm deshalb früher an, dass es sich um zwei verschiedene Arten handle. Dieser Saisondimorphismus wird hier durch die Tageslänge während der Raupenentwicklung gesteuert. Die von der zweiten Generation stammenden Puppen überwintern. Aus ihnen werden Falter der ersten jährlichen Generation.
In den letzten Jahrzehnten hat der Falter sein Verbreitungsgebiet in Europa sowohl nach Norden als auch nach Süden erweitert. Das Landkärtchen wurde zum Schmetterling des Jahres 2007 gewählt und ist Insekt des Jahres 2023.

## Namensherkunft
Der Name des Falters begründet sich auf die Zeichnung der Flügelunterseiten, die mit einem Netz von Linien überzogen sind und daher an eine Landkarte erinnern. Der Gattungsname leitet sich vom griechischen Wort Arachne für Spinne ab und bezieht sich ebenfalls auf die Netzzeichnung der Flügelunterseite. Die falsche Schreibweise mit sch statt ch kann aufgrund der Nomenklaturregeln des ICZN nicht mehr geändert werden. Der Name der Frühlingsform levana leitet sich vom lateinischen levare (aufheben, entlasten, mildern) ab und bezieht sich auf das Erwachen der Natur im Frühjahr. Die Bezeichnung der Sommerform prorsa geht auf das lateinische Wort prorsus (vorwärts) zurück.

## Merkmale

### Merkmale der Falter
Die weiblichen Falter sind größer als die männlichen. Im Durchschnitt beträgt die Spannweite bei den Männchen 32 Millimeter bei der ersten bzw. 38 Millimeter bei der zweiten Generation; bei den Weibchen liegen die Spannweiten bei 38 bzw. 43 Millimeter. Der schlanke Körper ist schwarzbraun, unterseits heller, mit weißlichen Segmentringen, und leicht behaart. Als Merkmale der Gattung haben die Falter beider Generationen behaarte Facettenaugen und zottige Palpen. Die am Ende kolbenförmig verdickten Fühler sind etwa halb so lang wie die dreieckigen Vorderflügel mit ihrer stumpfen Flügelspitze. Die rundlichen Hinterflügel haben einen gewellten Außenrand.
Die Falter der Frühlingsgeneration sind kleiner als jene der Sommergeneration. Die Falter zeigen auf der Flügeloberseite eine bräunlichrote bis orangefarbene Grundfarbe, die mit schwarzen Flecken durchsetzt ist. Um die Spitzen der Vorderflügel befinden sich weiße Flecken. In der Submarginalregion befindet sich ein blaues Fleckenband. Damit ähnelt die Flügeloberseite jener der Schecken- und Perlmuttfalter.
Die Flügeloberseite der Sommergeneration hat eine schwarzbraune bis schwarze, manchmal auch blauschwarze Grundfarbe. Auf den Hinterflügeln befindet sich ein cremefarbenes, unterbrochenes Band, das sich auf den Vorderflügeln mit mehreren gleich gefärbten Flecken fortsetzt. Daneben befinden sich weitere solche Flecken auf den Vorderflügeln, die aber deutlich kleiner bzw. strichförmig sind. Die orangefarbene Färbung der Frühlingsgeneration ist nur durch feine Striche am hinteren Vorderflügelrand und besonders auf den Hinterflügeln in der Submarginal- und Postdiskalregion vorhanden. Die dunkle Flügelfärbung der Tiere mit dem hellen Band erinnert an den Kleinen Eisvogel (Limenitis camilla). Bei manchen Tieren der Sommergeneration scheint die levana-Zeichnung ganz schwach angedeutet zu sein. Das blaue Fleckenband der Frühlingsgeneration ist bei der Sommergeneration oft bis auf einen Fleck im Analwinkel reduziert.
Im Gegensatz zur Flügeloberseite unterscheidet sich die Flügelunterseite der beiden Generationen nur geringfügig. Die dunkle Grundfarbe, die bei der Frühlingsgeneration heller ist, wird von einer hellen Linienstruktur aus Schuppen auf den Flügeladern unterbrochen. Ein oft dunkel gesprenkeltes helles Band in der Postdiskalregion der Flügelunterseite ist bei der Sommergeneration stärker ausgebildet. Dagegen ist bei der Frühlingsgeneration ein verwischter violetter Fleck mit weißem Kern stärker ausgeprägt.
Neben der Färbung und Form der Flügel ist auch der Körperbau je nach Generation unterschiedlich. Bei den Faltern der Sommergeneration ist die Flügelform stumpfer, und im Verhältnis zum Körper sind Flügelfläche und Flügelmuskeln größer. Durch die stärkeren Flugmuskeln ist der Thorax schwerer, ebenso das Abdomen. Allerdings ist dieses im Verhältnis zum Thorax leichter als bei der Frühlingsgeneration, deren Weibchen mehr Eier legen, die im Abdomen gebildet werden.
Für die vielen in der Natur vorkommenden Abweichungen vom normalen Habitus der beiden Generationen wurden diverse infrasubspezifische Namen vergeben, die in der wissenschaftlichen Nomenklatur heute ohne Bedeutung sind. Nur die gelegentlich auftretende Zwischenform oder dritte Generation, deren Zeichnung zwischen den beiden anderen Formen liegt, wird als A. levana f. porima bezeichnet. Von manchen Autoren wurden abweichende (aberrative) Falter im Falle von prorsa als subprorsa bezeichnet, wenn sie dunkler sind und keine roten Pigmente auf der Flügeloberseite haben, bzw. als superprorsa, wenn sie heller sind und mehr rote Pigmente aufweisen als die Stammform. Äquivalent wurden dunklere und hellere Individuen bei levana als sublevana bzw. superlevana bezeichnet. Bei männlichen aberrativen Faltern, die anhand der Zeichnung nicht eindeutig der einen oder anderen Form zugeordnet werden können, ist eine eindeutige Zuordnung durch Genitalisierung möglich, wie sie sonst für die eindeutige Artzuordnung genutzt wird. Dabei werden die Geschlechtsorgane unter einem Lichtmikroskop untersucht. Die Penisspitze der Frühlingsgeneration ist lang und spitz im Gegensatz zur Sommergeneration, deren Penisspitze kurz und breit ist.

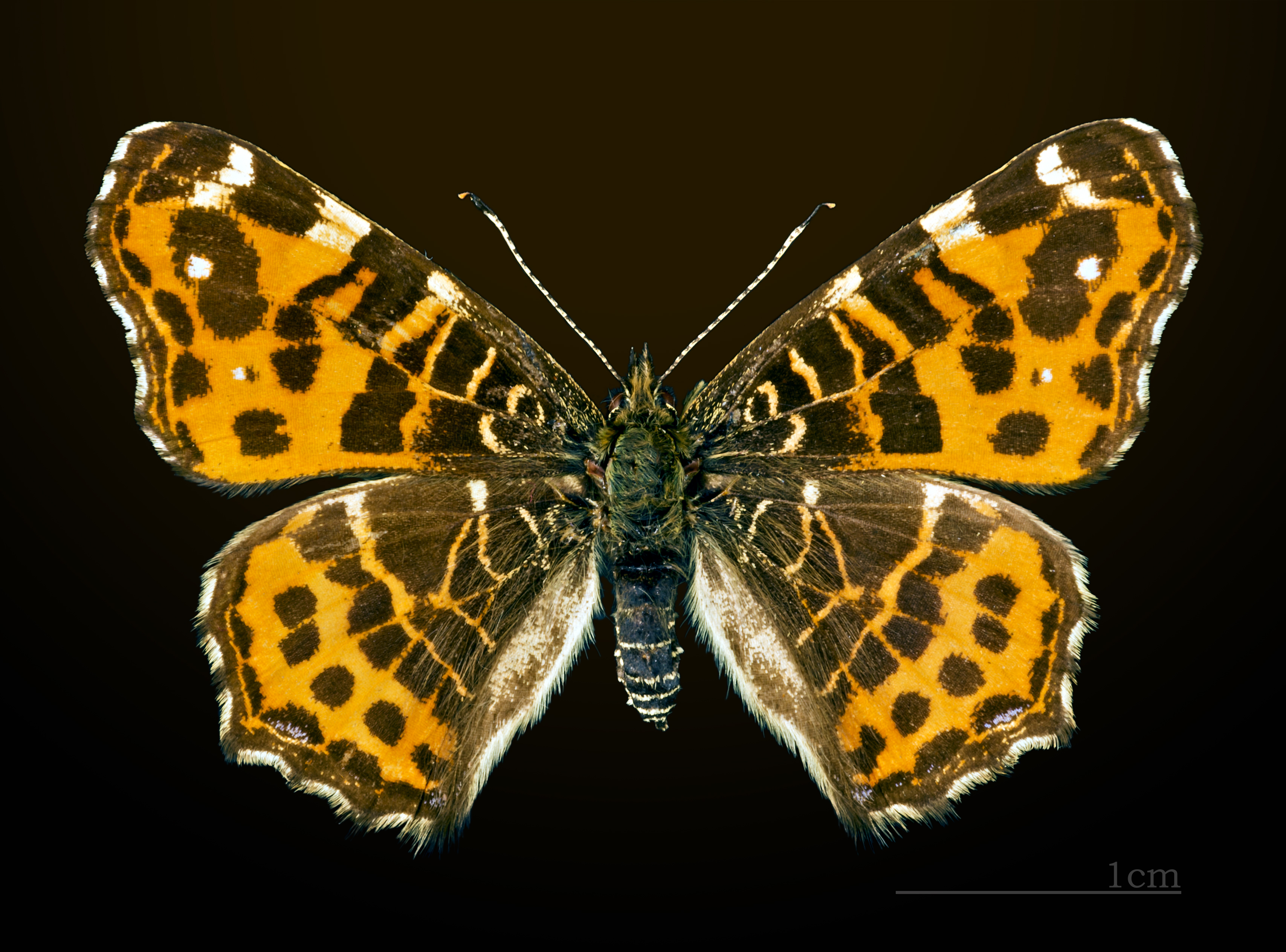
Araschnia levana f. levana
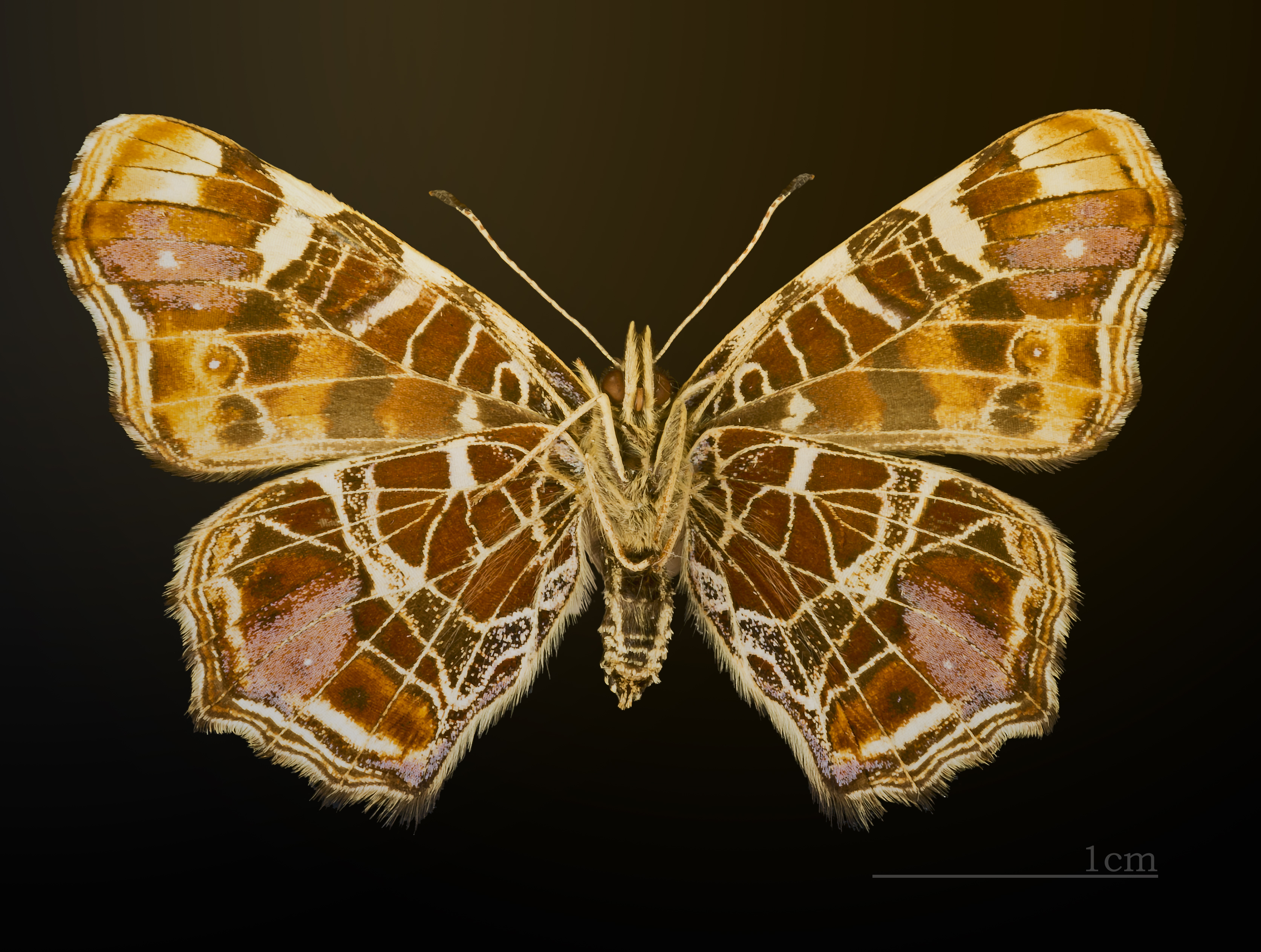
Araschnia levana f. levana  △
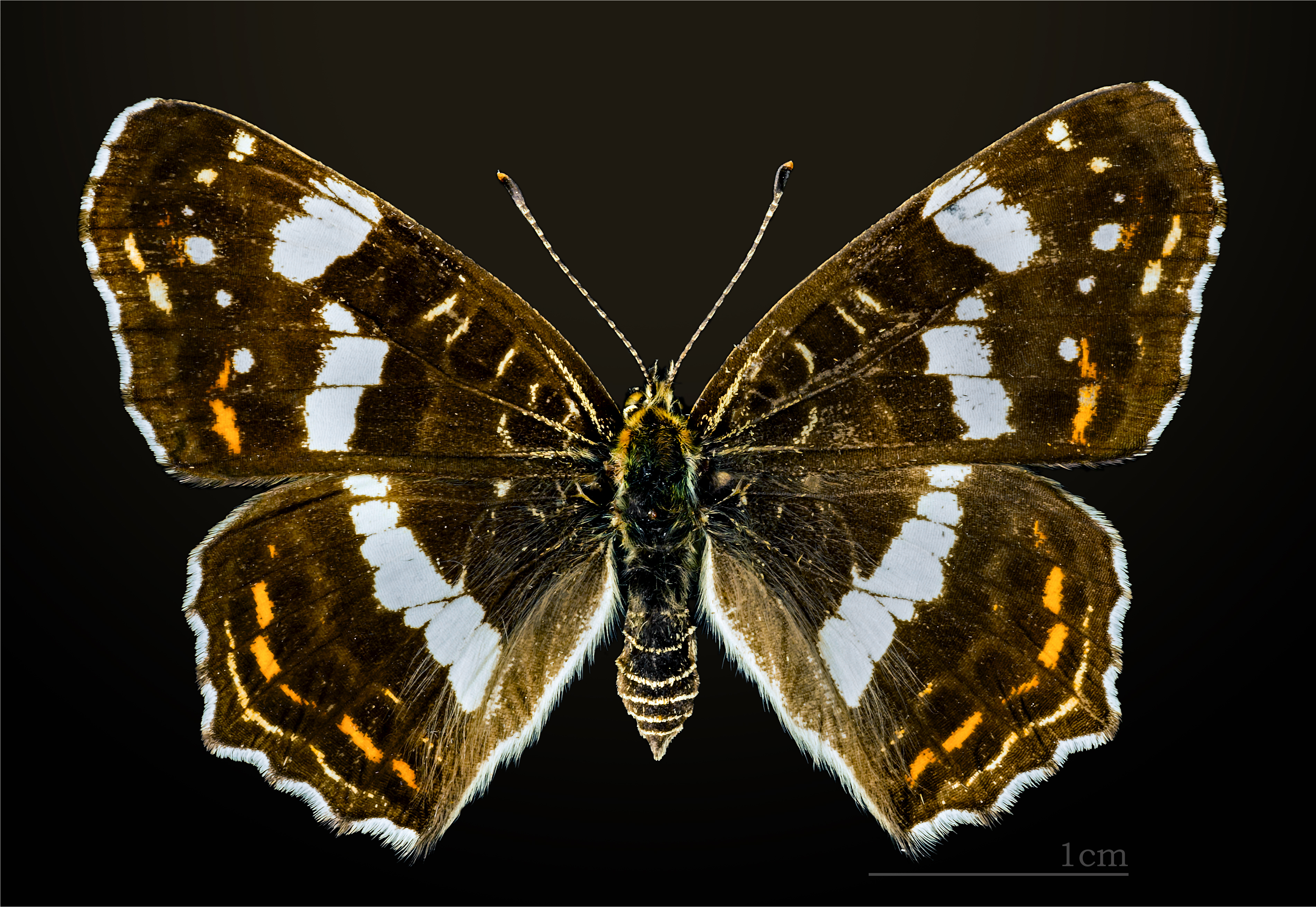
Araschnia levana f. prorsa
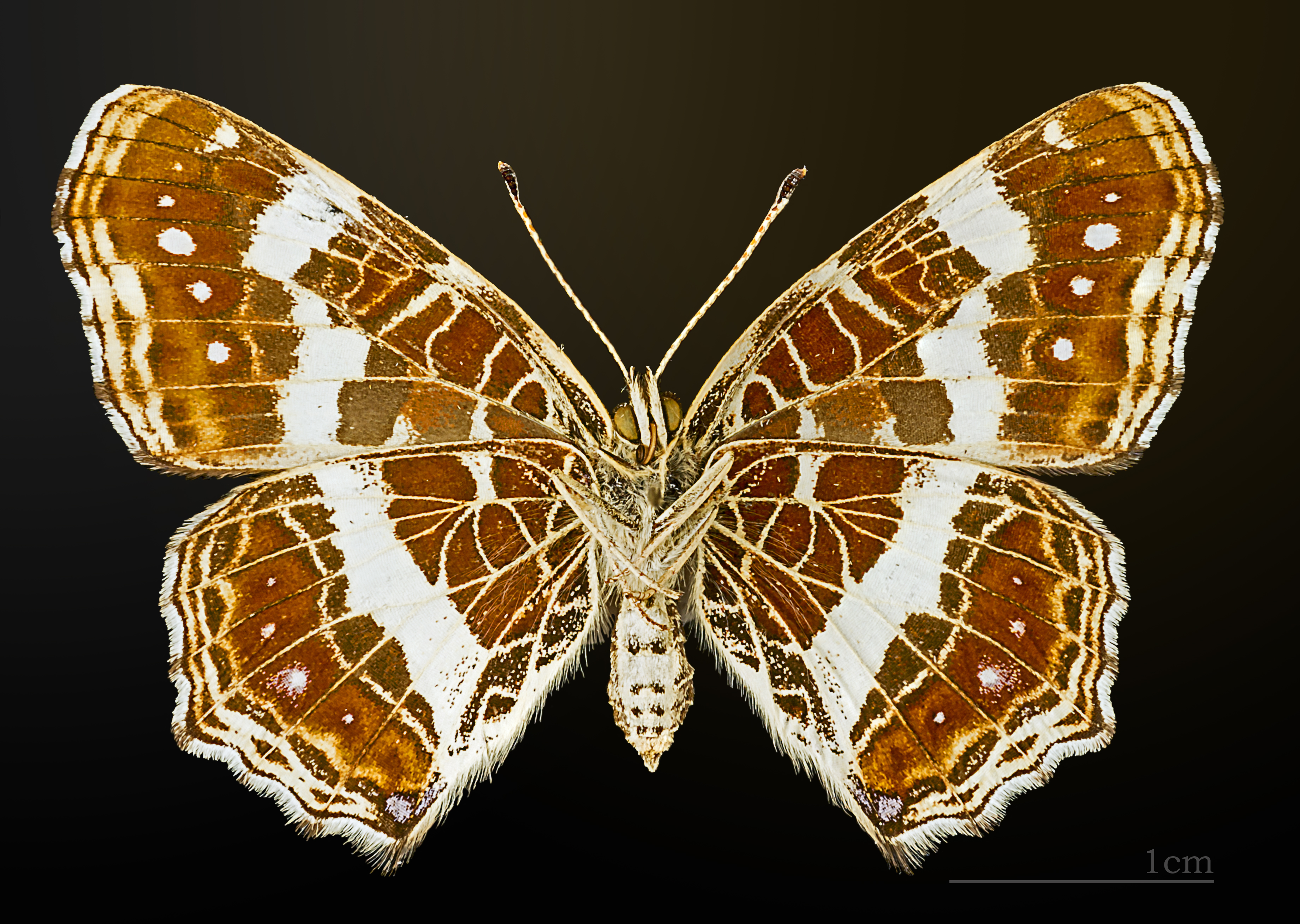
Araschnia levana f. prorsa  △

### Sexualdimorphismus
Neben dem Saisondimorphismus zeigen die Landkärtchen auch einen schwach ausgeprägten Sexualdimorphismus. Die Weibchen sind in beiden Generationen größer als die jeweiligen Männchen, ihr Abdomen ist schwerer und ihr Thorax leichter. Außerdem haben die Weibchen auch rundlichere Vorderflügel. Die levana-Weibchen besitzen normalerweise zwei statt einer orangefarbenen Linie auf den Hinterflügeln.

### Merkmale der Raupen

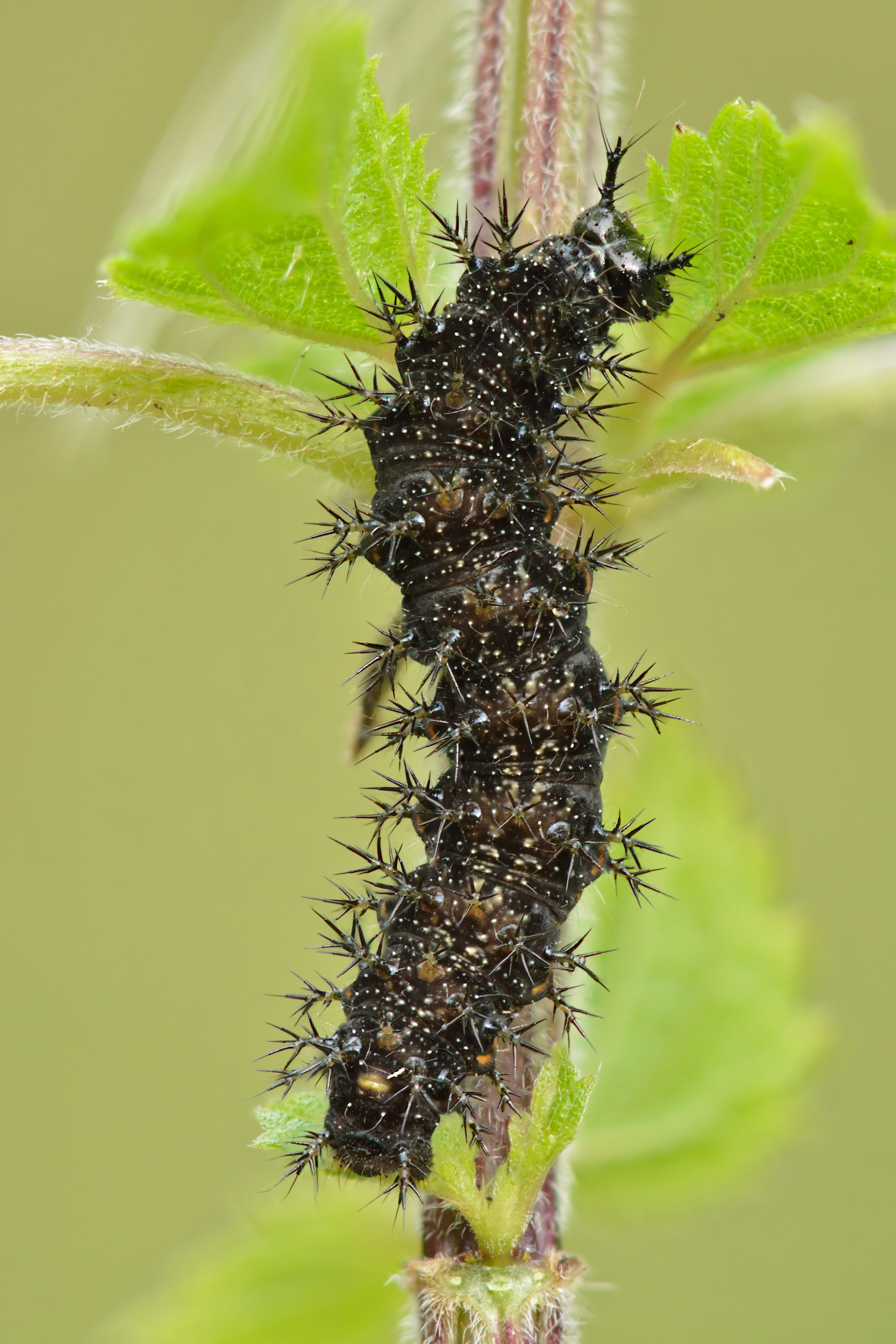
Raupe im letzten Larvenstadium (L5) auf einer Brennnessel. Die Raupen sind an den zwei Kopfdornen („Hörnern“) relativ leicht zu bestimmen.

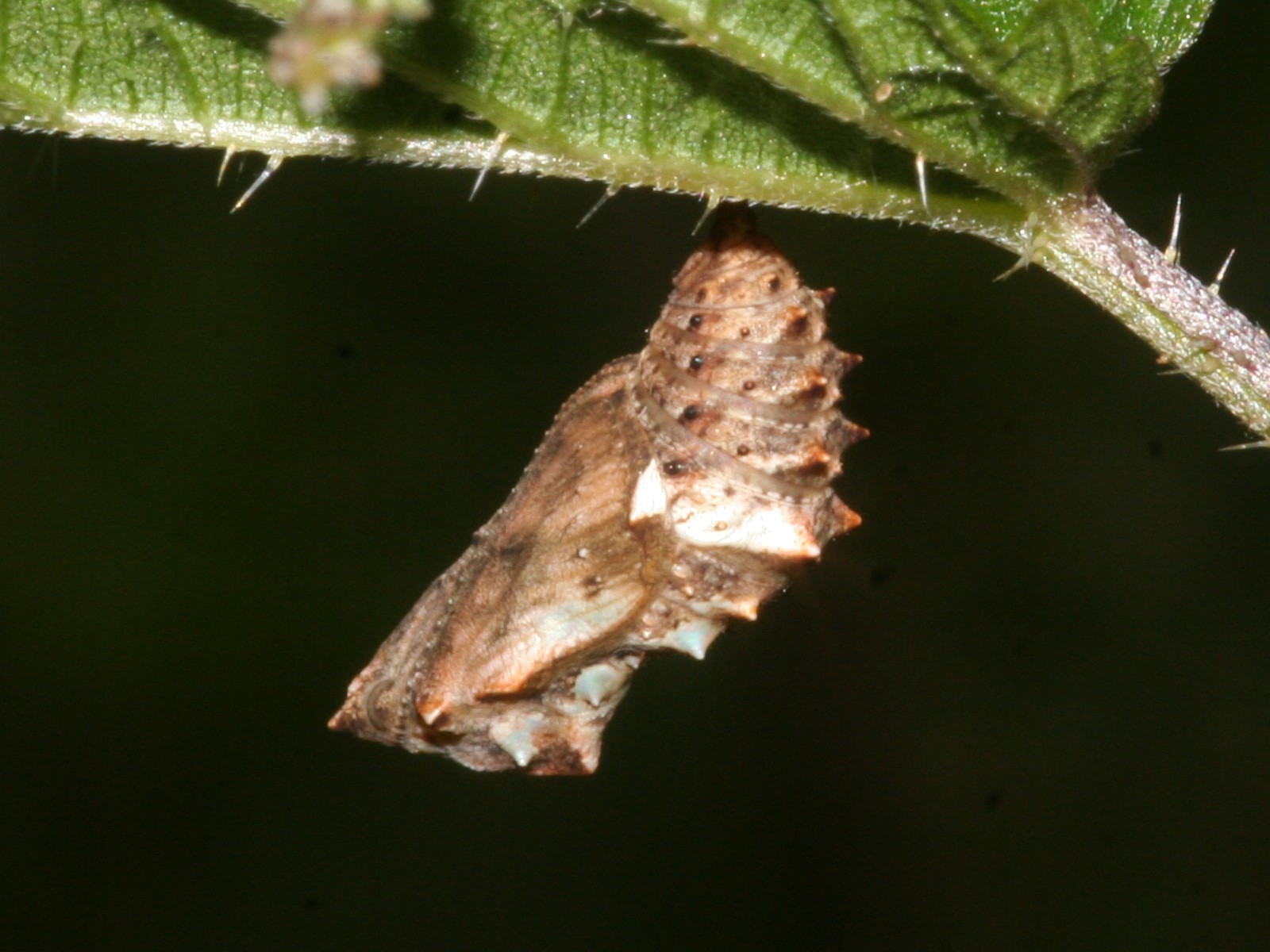
Puppe des Landkärtchens

Die schwarzen Raupen tragen verzweigte Dornen an jedem Körpersegment und werden 25 Millimeter lang und 0,2 Gramm schwer. Der Körper ist fein weiß gefleckt und hat unterbrochene, gelblichweiße Seiten- und Rückenstreifen. Die Bauchbeine sind gelblichbraun. Die Raupen unterscheiden sich von anderen schwarzen Edelfalterraupen, die ebenfalls an Brennnesseln leben, wie z. B. Tagpfauenauge, Kleinem Fuchs und Admiral, durch ein Dornenpaar auf dem schwarzen Kopf, das ab dem zweiten Larvenstadium (L2) sichtbar wird. Die Form und Größe der Kopfdornen unterscheidet sich so stark in den einzelnen Larvenstadien, dass sie als Merkmal zur Einstufung dienen. Im zweiten Larvenstadium sind es nur zwei dünne, unverzweigte Stacheln; im L3 sind es mehrere Stacheln, die fast unmittelbar am Kopf austreten. Im L4 sind die Dornen stachelige Hörnchen, die im L5 noch deutlich länger sind. Gelegentlich sind die Dornen nach einer Häutung bernsteinfarben gefärbt. Diese bleiben bis zur Verpuppung so gefärbt oder sind nach der nächsten Häutung wieder schwarz.

## Saisondimorphismus

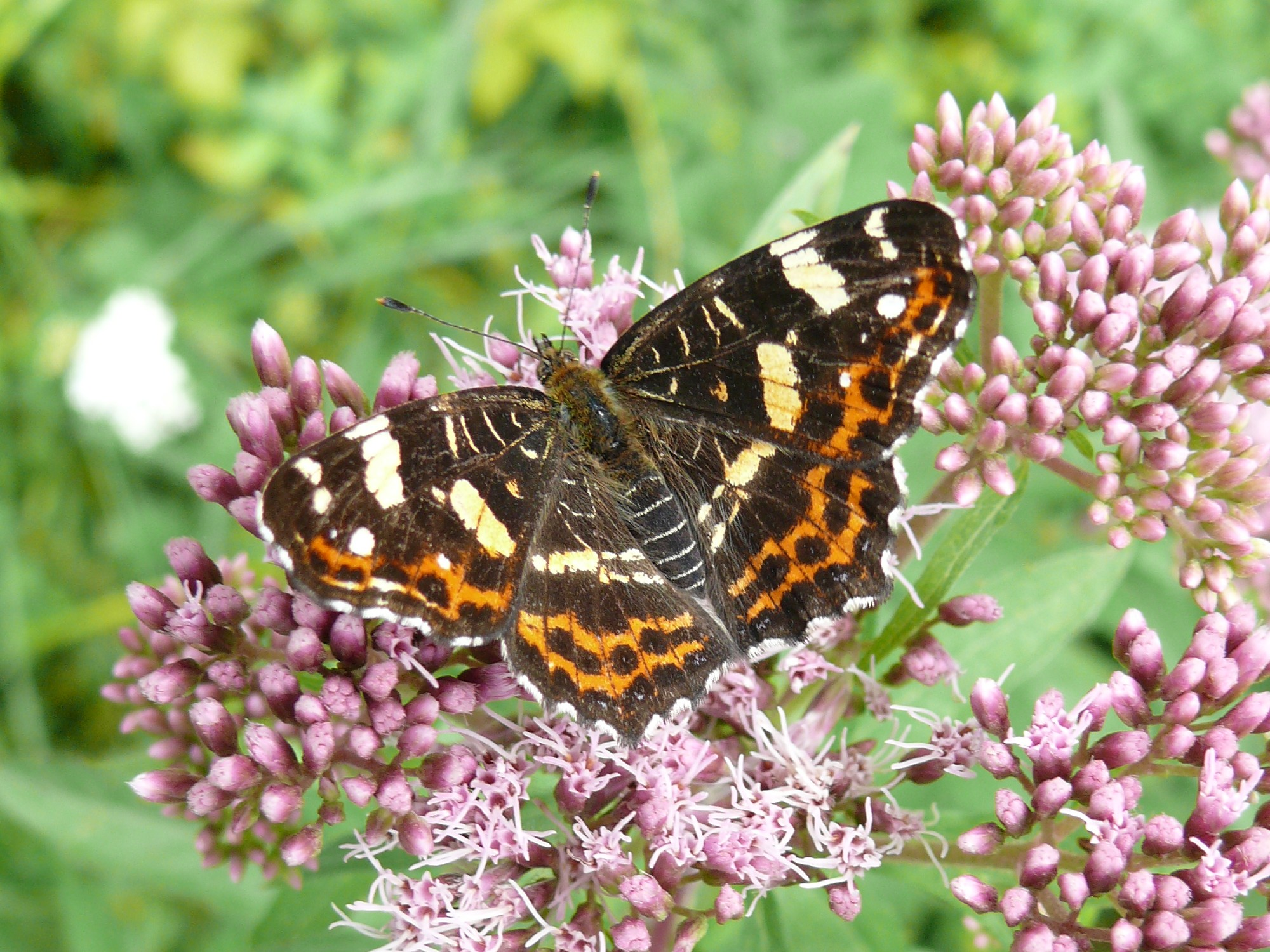
Zwischenform A. levana f. porima

Die beiden Formen des Landkärtchens wurden aufgrund ihres unterschiedlichen Aussehens lange Zeit für zwei verschiedene Arten gehalten. Die Frühlings- und Sommerformen sind jeweils unmittelbare Nachkommen voneinander. Es handelt sich um zwei zeitlich kaum überlappende Generationen, die miteinander meistens nicht in reproduktiven Kontakt treten. Im Labor lassen sie sich jedoch fruchtbar paaren.

### Geschichte der Entdeckung
Linné beschrieb die Formen des Landkärtchens 1758 als zwei Arten (Papilio levana und Papilio prorsa). Erst 1829 wurde von Christian Friedrich Freyer in Zuchtversuchen zweifelsfrei nachgewiesen, dass es sich um zwei Generationen einer Art handelt, die zu unterschiedlichen Jahreszeiten fliegen. Seit dieser Entdeckung ist das Phänomen immer wieder untersucht und auch bei anderen Insekten nachgewiesen worden.
Bei den ersten Versuchen zur Ursache des Saisondimorphismus wurde die Temperatur während der Entwicklung variiert. Das führte zu unterschiedlichem Aussehen einzelner Falter, man erhielt aber nie eine Mehrheit oder gar eine ganze Population mit dem erwarteten Aussehen. Stattdessen wurden teilweise Formen erzielt, die es in der Natur nicht gibt. Eine Ausnahme war G. W. Ruhmer, der 1898 Kälteversuche mit Puppen durchführte. Durch Kältephasen von 0 bis 14 Tagen am Anfang der Puppenentwicklung gelang es ihm, aus prorsa-Puppen ein kontinuierliches Spektrum an Formen von prorsa bis levana zu züchten. Dabei verlängerte sich auch die Puppenruhe von 10 auf 39 Tage.
Nachdem diese Versuche nicht zu einem eindeutigen und reproduzierbaren Ergebnis führten, wurde die Theorie der zyklischen Vererbung postuliert, bei der sich die beiden Formen immer wieder abwechseln sollten. Diese Theorie wurde untermauert, als 1888 in Ostsibirien nur levana-Formen gefunden wurden. Es wurde angenommen, dass dies die ursprüngliche Form ist und sich die prorsa-Form später im mitteleuropäischen Sommerklima entwickelt hat. Daran regten sich Zweifel, als Anfang des 20. Jahrhunderts festgestellt wurde, dass es auch zwei prorsa-Generationen hintereinander im Jahr geben kann.
Schon Ende des 19. Jahrhunderts gab es Hinweise, dass auch Licht einen Einfluss auf die Entwicklung haben könnte. 1954 bewies dann H. J. Müller mit Versuchen, in denen er die Tageslänge variierte, dass die Tageslänge der entscheidende Faktor für den Saisondimorphismus ist. Die vorhergehenden Temperaturversuche waren durch dunkle Kühlschränke und Ähnliches nicht vom eigentlichen Faktor entkoppelt.
Müller gelang es, in einem Jahr 14 Sommergenerationen hintereinander zu züchten. Die Zucht aufeinanderfolgender Frühjahrsgenerationen gelang ihm ebenfalls, allerdings benötigten diese immer eine mindestens dreimonatige kühle Puppenruhe (Diapause), so dass nur zwei Generationen pro Jahr möglich waren.

### Der Einfluss der Tageslänge

Der Generationszyklus des Landkärtchens in Deutschland (52° nördliche Breite). Es wird deutlich, dass die Temperaturen, unter denen sich die Raupen der beiden Generationen entwickeln, komplett überlappen, während die Tageslängen mindestens eine Differenz von einer halben Stunde haben.
- Tageslänge blau
- Temperatur rot
- blaue und rote Rechtecke markieren die Bereiche, in denen sich die Raupen entwickeln

Werden die Raupen unter Langtagbedingungen mit 18 Stunden Licht und 6 Stunden Dunkelheit pro Tag gezüchtet, so entwickelt sich die Sommerform, die nach etwa 14 Tagen schlüpft. Ist dagegen die Tageslänge auf Kurztagbedingungen mit 14 Stunden Licht und 10 Stunden Dunkelheit verkürzt, so entwickelt sich die Frühjahrsform, die eine Puppenruhe einlegt und bei Temperaturen von unter +8 °C überwintern muss. Es reichen 12 Tage unter Langtagbedingungen während der Raupenentwicklung aus, um bei über 95 Prozent der Raupen die Sommerform zu erhalten. Das Aussehen der Falter hängt also von der Tageslänge ab, der die Raupen während ihrer Entwicklung ausgesetzt sind. Die Temperatur spielt nur eine untergeordnete Rolle, und die Lichtmenge, der die Puppe ausgesetzt ist, hat keinen nennenswerten Einfluss. Nur die Temperatur am Anfang der Puppenruhe, besonders in den ersten 48 Stunden, hat noch einen Einfluss.
Die Frühjahrsform entsteht, wenn die Raupe im Spätsommer (August, September) relativ kurzen Tagen ausgesetzt ist. Die Sommerform entwickelt sich, wenn die Raupe im Sommer (Mai, Juni) Langtagbedingungen ausgesetzt ist. Bei der Tageslänge ist der Bereich, in dem ein 100-prozentiger Wechsel von Kurztag- zu Langtagfaltern stattfindet, mit ungefähr einer Stunde eng begrenzt. Bei einer von Müller untersuchten Population (52° nördliche Breite) lag der Umschlagpunkt, an dem sich 50 Prozent der Raupen zu A. levana f. prorsa entwickelten, bei 16 Stunden. Dagegen lag er bei einer Population aus Freiburg im Breisgau (48° nördlicher Breite) bei 17 Stunden.
Der Saisondimorphismus wird hauptsächlich durch Hormone aus der Gruppe der Ecdysteroide gesteuert. Das Erscheinungsbild der Falter hängt vom Zeitpunkt der Freisetzung der Ecdysteroide nach der Verpuppung ab. Werden in levana-Puppen Ecdysteroide injiziert, so schlüpfen daraus prorsa-Falter. Wird die Dosis entsprechend verringert, so lassen sich damit alle Zwischenformen erzeugen, darunter auch in der Natur nicht vorkommende. Die Gene, die für die Ausschüttung der Ecdysteroide verantwortlich sind, werden durch die Tageslänge und Temperatur aktiviert. Im Frühjahr erfolgt durch die kurzen Tage keine Aktivierung.
Die gelegentlich vorkommenden A. levana f. porima entwickeln sich entweder bei schon abnehmender Tageslänge als Nachkommen der Sommerform und fliegen im Spätjahr oder sie entwickeln sich aus Nachkommen der Frühlingsform unter ungünstigen Bedingungen und fliegen zusammen mit der Sommergeneration.

### Einfluss von Licht auf die Überlebensrate der Raupen
Bei gezüchteten Raupen hatten diese unter Langtagbedingungen bessere Überlebensraten als unter Kurztagbedingungen. Über 85 Prozent der Langtagraupen schafften es bis zur Puppe, während es nicht einmal 73 Prozent der unter Kurztagbedingungen gezüchteten Raupen bis zur Puppe schafften. Hierbei bestand außerdem ein Zusammenhang mit der Melanisierung der Raupen. Dunklere Raupen hatten etwas bessere, um etwa 5 Prozent höhere Überlebenschancen als helle Raupen.

## Vorkommen

### Lebensraum
Landkärtchen bevorzugen feuchte Hochstaudenfluren mit Brennnesseln, wie sie in lichten Wäldern, an Waldrändern und Übergangsmooren anzutreffen sind. Es müssen sowohl die Bedürfnisse der Raupen nach hoher Luftfeuchtigkeit und Schatten als auch die der Falter nach reichlich blühenden Stauden erfüllt sein. Der Falter lebt im Flach- und Hügelland der tiefen Lagen und steigt nur selten über 1000 Meter auf.

### Verbreitung
Das Verbreitungsgebiet des Landkärtchens erstreckt sich von Spanien über Mittel- und Nordeuropa durch Mittelasien bis nach Korea und Japan. Seine Häufigkeit und Verbreitung schwankt stark über die Jahrzehnte. Trotz eines zeitweiligen Rückgangs in einzelnen Regionen Europas ist seit über 100 Jahren insgesamt eine Ausbreitung und Zunahme innerhalb der besiedelten Gebiete festzustellen.
In Deutschland war das Landkärtchen bis in die 1930er Jahre nur lokal vertreten, ab Mitte des Jahrhunderts war es schon weit verbreitet und stellenweise häufig anzutreffen. In der zweiten Hälfte des 20. Jahrhunderts breitete es sich in Deutschland nach Norden und Westen über Niedersachsen und Nordrhein-Westfalen nach Schleswig-Holstein und die Niederlande bis zur Nordseeküste aus. Schon 1881 wurden die ersten Falter in Jütland (Dänemark) beobachtet, die jedoch nicht bodenständig waren. 1955 lag die nördliche Verbreitungsgrenze bodenständiger Populationen bei Falster, Lolland und Seeland. In den 1970er Jahren erreichte es Schweden, und 1973 wurde es zum ersten Mal in Finnland gesehen. Seit 1983 ist das Landkärtchen in Finnland etabliert und hat seitdem sein Areal ständig vergrößert. Diese Arealvergrößerung hängt nicht mit der globalen Erwärmung zusammen, da die Expansion auch nach Süden erfolgte. Nachdem es 1962 in den Pyrenäen aufgetaucht ist, hat es sich in Katalonien ausgebreitet und war 1993 nahe Barcelona schon häufig anzutreffen. In Großbritannien ist das Landkärtchen bis jetzt nicht bodenständig geworden, obwohl es in den letzten 100 Jahren mehrfach einwanderte.
Besonders die populationsstarken Sommergenerationen breiten sich von den Brutzentren aus und erobern neue Lebensräume. In Böhmen war das Landkärtchen in der ersten Hälfte des 20. Jahrhunderts bis auf wenige Restpopulationen verschwunden. Nachdem Ende der 1930er Jahre eine Invasion aus anderen Gebieten einsetzte, war das Landkärtchen hier ab den 1950er Jahren wieder häufig.

## Lebensweise
Die Raupen fressen bevorzugt Brennnesseln, aber auch Gewöhnlichen Klettenkerbel. Den beiden Generationen entsprechend findet man die Raupen im Mai/Juni sowie im August/September. Die Falter der Sommergeneration sind durch ihre physiologischen Unterschiede zur Frühlingsgeneration insgesamt mobiler. Diese Unterschiede in den Generationen entsprechen den Unterschieden, die auch beim Waldbrettspiel (Pararge aegeria) und Argus-Bläuling (Plebejus argus) vorgefunden wurden, wenn deren Lebensräume zusammenhängend oder zerstückelt waren. In den zerstückelten Lebensräumen war die Mobilität höher und es wurden eher neue Lebensräume besiedelt. Dies geht einher mit einer etwas niedrigeren Reproduktionsrate. Zusammen mit den relativ hohen Ausfällen während der Diapause durch Umwelteinflüsse und natürliche Feinde ist die erste Generation im Jahr deutlich schwächer vertreten.

### Flugzeit
Es fliegen zwei Generationen von April bis Juni und von Juli bis August. Selten kommt eine partielle dritte Generation vor.

### Fortpflanzung

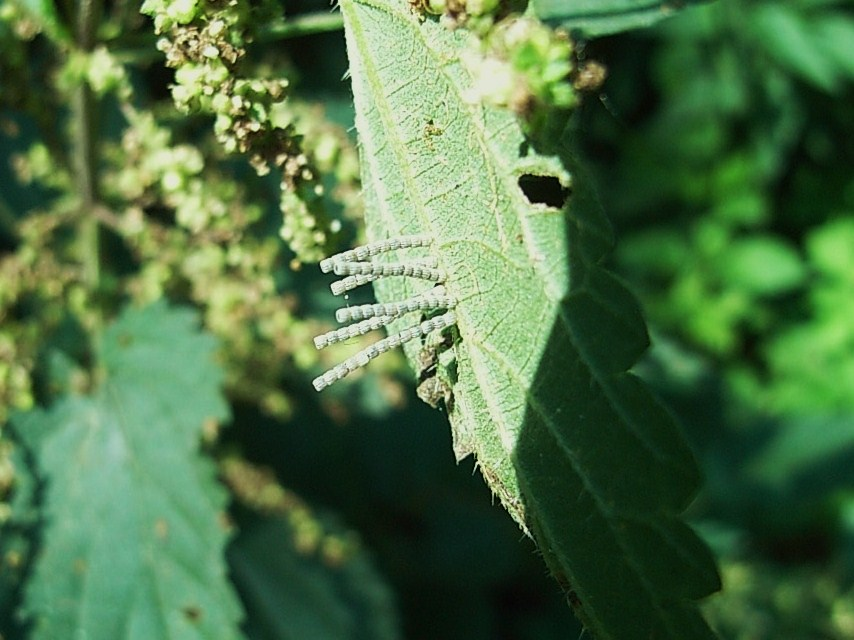
Eiertürmchen an Brennnesselunterseite

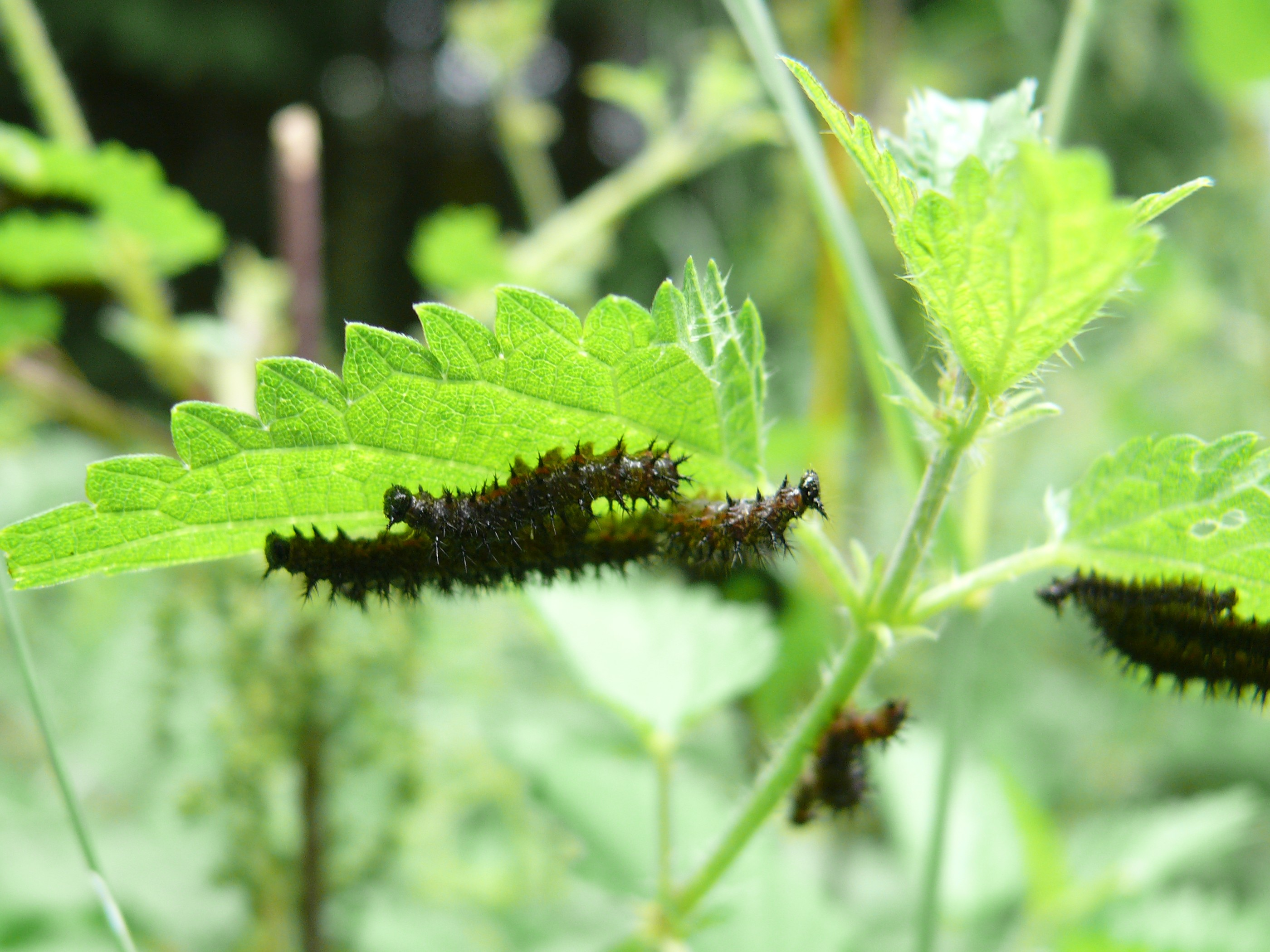
Die Raupen im Larvenstadium L4 sind schon in kleine Gruppen aufgeteilt.

Die Weibchen tasten vor der Eiablage lange die Blätter mit ihren Fühlern und später mit dem Hinterleib ab, bis sie einen geeigneten Eiablageplatz gefunden haben. Anschließend werden die Eier in Form einzelner kleiner Säulchen mit bis zu 13 Eiern an die Unterseite der Futterpflanze geklebt. Die gesamte Eiablage besteht am ersten Tag aus durchschnittlich 60 Eiern, die auf drei bis fünf gleich lange und einige kürzere Säulchen verteilt werden. Unter günstigen Bedingungen erfolgen an den darauf folgenden Tagen weitere Ablagen, allerdings mit weniger Eiern. Bei der zweiten Generation sind diese besonders gut getarnt, da zu dieser Jahreszeit schon die Blütenstände der Brennnesseln ausgebildet sind und sie bei einem flüchtigen Blick leicht mit diesen verwechselt werden können. Die anfangs grünen Eier verfärben sich mit der Zeit zunächst gelb, sie werden dann dunkel, bis nach ungefähr 10 Tagen die Eiräupchen schlüpfen. In diesem Stadium ist eine hohe Luftfeuchtigkeit sehr wichtig. Wenn diese unter 50 Prozent sinkt, sterben viele Embryonen ab. Herrschen ideale Bedingungen mit feuchtwarmem Klima, dann schlüpfen aus etwa 95 Prozent der Eier Räupchen. Die erste Nahrung für sie stellt, wie bei vielen Schmetterlingsraupen, die Eischale dar, die teilweise nur angeknabbert oder bis zur Hälfte aufgefressen wird, bevor sich die Raupen den Futterpflanzen zuwenden.

## Entwicklung
Die Raupen leben zunächst gesellig und verteilen sich mit steigendem Futterbedarf immer mehr. Insgesamt häuten sich die Raupen viermal während ihrer Entwicklung. Das Larvenstadium L3 ist mit nur etwa drei Tagen das kürzeste und L5 das längste, mit rund einem Drittel der Gesamtzeit von etwa 18 Tagen. Während der ersten vier Larvenstadien entwickeln sich die beiden Geschlechter gleich schnell. Erst im fünften und letzten Stadium fressen die weiblichen Raupen länger bis zur Verpuppung. Unter Kurztagbedingungen entwickeln sich die Raupen in allen Stadien langsamer als unter Langtagbedingungen.
Die verpuppungsreifen Raupen suchen sich eine geeignete Stelle zur Verpuppung und befestigen dort ein kleines Polster aus Spinnfäden. Daran verankern sie ihre Nachschieber und harren etwa zwei Tage im Vorpuppenstadium aus. Wie bei Stürzpuppen üblich, platzt die Haut am Rücken auf und die Puppe wird nach heftigem Drehen und Krümmen sichtbar. Die Raupenhaut fällt meist ab oder bleibt als kleiner schwarzer Knäuel am Körperende hängen. Dieser Prozess ist für die Raupe sehr gefährlich und durch Abstürze kommt es hier immer wieder zu Verlusten. Falls sie einen Absturz unbeschadet übersteht, kann sie sich erneut befestigen und ihre Umwandlung fortsetzen. Anfangs sind die Puppen grün und werden immer dunkler, wobei einzelne, metallisch glänzende Flecken bestehen bleiben. Die Sommergeneration schlüpft nach etwa 14 bis 18 Tagen. Die männlichen Falter schlüpfen etwa zwei bis drei Tage vor den weiblichen (Proterandrie). Die anschließenden Herbstpuppen überwintern und liefern dann die Falter der Frühlingsgeneration. Die Falter schlüpfen meist am Vormittag, um ihre Flügel in der Sonne trocknen zu können. Nach etwa zwei bis drei Stunden sind die Falter flugfähig.

## Natürliche Feinde
Im Allgemeinen werden alle Entwicklungsstadien der Populationen durch Räuber und Parasitoide dezimiert. Obwohl Parasitoide an den Eiern noch nicht beobachtet wurden, kann davon ausgegangen werden, dass polyphage Schlupfwespen auch die Eier der Landkärtchen befallen. Raupenfliegen bevorzugen behaarte Raupen, weswegen die des Landkärtchens nur gering betroffen sind. Selten werden mehr als 10 Prozent der Raupen infiziert. Es wurden Sturmia bella, Compsilura concinnata, Phryxe vulgaris, Phryxe nemea und Bactromyio aurulenta nachgewiesen.
Die älteren Raupen fallen oft Vögeln zum Opfer, wenn diese erst einmal die lichten Stellen in den abgefressenen Brennnesseln entdeckt haben. Tausendfüßer, Spinnen, Weberknechte und räuberische Insekten wie Raubwanzen und Florfliegenlarven wurden als Feinde der Raupen nachgewiesen. Ameisen scheinen aufgrund der Dornen nicht in der Lage zu sein, die Raupen zu erbeuten. Die Falter werden beim Blütenbesuch, wie viele andere sich auf den Blüten zur Nektaraufnahme niederlassenden Insekten, von Krabbenspinnen erbeutet. Aber auch Ameisen und Florfliegen sind in der Lage, sitzende Landkärtchen-Falter zu erbeuten.

## Systematik
Innerhalb der Tribus Nymphalini, die 14 Gattungen umfasst, bildet die Gattung Araschnia mit den eng verwandten Gattungen Mynes und Symbrenthia ein monophyletisches Taxon.
Die Gattung Araschnia umfasst sieben Arten, von denen bei sechs die Verwandtschaftsverhältnisse zueinander bekannt sind. A. davidis steht zu allen anderen Arten der Gattung in einem Schwesterverhältnis. In der nächsten Ebene tut dies A. prorsoides mit den verbleibenden Arten. Das Landkärtchen ist am nächsten mit A. burejana verwandt. Diese beiden Arten stehen in einem Schwesterverhältnis zu A. dohertyi, alle drei wiederum bilden eine Schwestergruppe zu A. doris. Die Verwandtschaft von A. oreas ist noch unklar. A. zhangi Chou, 1994 wurde 2010 nach Genitaluntersuchungen mit A. doris synonymisiert.
Neben dem Landkärtchen haben auch A. burejana, A. dohertyi, A. doris und A. prorsoides einen Saisondimorphismus. Von A. davidis liegen keine Informationen über einen solchen vor, jedoch könnte es sich nach Seitz bei A. oreas um eine Saisonform von A. davidis handeln.
Aus diesen Verwandtschaftsverhältnissen leitet sich folgendes Kladogramm für die Gattung ab:
|  |  |  |  |  |  |  |  |  |  | A. davidis    |  |  |  |  |  |
|  |  |  |  |  |  |  |  |  |  |               |  |  |  |  |  |
|  |  |  |  |  |  |  |  |  |  |               |  |  |  |  |  |
|  |  |  |  |  |  |  |  |  |  | A. prorsoides |  |  |  |  |  |
|  |  |  |  |  |  |  |  |  |  |               |  |  |  |  |  |
|  |  |  |  |  |  |  |  |  |  |               |  |  |  |  |  |
|  |  |  |  |  |  |  |  |  |  | A. dohertyi   |  |  |  |  |  |
|  |  |  |  |  |  |  |  |  |  |               |  |  |  |  |  |
|  |  |  |  |  |  |  |  |  |  |               |  |  |  |  |  |
|  |  |  |  |  |  |  |  |  |  | A. levana     |  |  |  |  |  |
|  |  |  |  |  |  |  |  |  |  |               |  |  |  |  |  |
|  |  |  |  |  |  |  |  |  |  |               |  |  |  |  |  |
|  |  |  |  |  |  |  |  |  |  |               |  |  |  |  |  |
|  |  |  |  |  |  |  |  |  |  | A. burejana   |  |  |  |  |  |
|  |  |  |  |  |  |  |  |  |  |               |  |  |  |  |  |
|  |  |  |  |  |  |  |  |  |  |               |  |  |  |  |  |
|  |  |  |  |  |  |  |  |  |  | A. doris      |  |  |  |  |  |
|  |  |  |  |  |  |  |  |  |  |               |  |  |  |  |  |

Gelb hinterlegte Arten haben Saisondimorphismus.

## Gefährdung
Das Landkärtchen ist nicht bedroht und in geeigneten Lebensräumen mitunter sehr häufig. In Deutschland steht es nicht auf der Roten Liste gefährdeter Arten, nur im Bundesland Hamburg wird es als gefährdet (3) eingestuft.
Österreich sieht das Landkärtchen in der nationalen Roten Liste gefährdeter Arten – allerdings bei ungenügendem Forschungsstand – bundesweit als gefährdet (Kategorie 3); das Bundesland Steiermark meldet für den Großteil des Landes ebenfalls die Gefährdungskategorie 3; das Bundesland Tirol beurteilt die Art als stark gefährdet, wobei der Forschungsstand als ungenügend angesehen wird; in Tirol ist sie stark gefährdet und in Vorarlberg ausgestorben oder verschollen, wobei der Status durch mangelnde Forschung nicht klar ist.
In der Schweiz ist das Landkärtchen nicht gefährdet.